# Warren Weaver
Warren Weaver   (Reedsburg, 17 de juliol de 1894 - New Milford, 24 de novembre de 1978), va ser un matemàtic estatunidenc.

## Vida i Obra
Weaver va estudiar matemàtiques a la universitat de Wisconsin a Madison en la qual es va graduar el 1916. Els anys successius, durant la Primera Guerra Mundial va estar al Throop College de Pasadena (actual Caltech) fent docència i al Bureau of Standards fent recerca militar. El 1920 va tornar a la universitat de Madison, on va ser cap del departament de matemàtiques a partir de 1928.
El 1932, va acceptar el càrrec de director de la divisió de ciències naturals de la Fundació Rockefeller que li va oferir el seu president Max Mason, qui havia sigut professor seu en els anys d'estudiant a Madison. Excepte uns anys durant la Segona Guerra Mundial, en els quals va tornar a la recerca militar desenvolupant les teories matemàtiques del combat iniciades per Leslie Cunningham, va mantenir el càrrec a la Fundació Rockefeller fins que es va retirar el 1959. Després de jubilar-se, encara va ser durant cinc anys vicepresident i patró de la Fundació Alfred P. Sloan.
Weaver és autor de dos llibres molt influents:
- 1929 - The Electromagnetic Field, escrit juntament amb Max Mason. Va ser el llibre de text clàssic sobre camps electromagnètics utilitzat als estudis de física durant molts anys.[2]
- 1949 - The Mathematical Theory of Communication, escrit juntament amb Claude Shannon. Va ser el llibre que va iniciar les modernes teories de la comunicació.[9]

Al final dels seus dies va publicar també dos interessants llibres divulgatius: Lady Luck (1963), sobre teoria de la probabilitat, i Alice in many tongues, sobre les traduccions del llibre de Lewis Carroll a diferents idiomes.
Però potser la tasca per la que és més recordat, és per haver estat el dinamitzador de la fundació Rockefeller en el àmbit de la recerca, i, especialment en el camp de la biologia molecular.